# Matthias Flensburg
Matthias Flensburg, född 20 november 1734 i Karlskrona, död 12 februari 1815 i Hjortsberga, var en svensk kyrkoinspektör och tecknare.
Han var son till stadskomministern i Karlskrona Johan Lorentz Flensburg och Catharina Ellers. Flensburg har lämnat efter sig en samling teckningar gjorda på 1700-talet som visar Prospecter af åtskillige märkvärdige städer, kyrkjor, säterier, kongsgårdar etc i Skåne. Dessa blad är nu inbundna i ett band och förvars på Malmö museum.  